# Девлетшах-хатун
Девлетшах-хатун (тур. Devletşah Hâtûn, осман. سلطان خاتون; ? — 1414) — дружина османського султана Баязида I, дочка правителя Герміяна Сулеймана і Абіде Мутаххари-хатун, дочки султана Валада і онуки Джалаладдіна Румі.

## Ранні роки
Девлетшах-хатун народилася в місті Кютаг'я, після розвалу сельджуцької тюркської держави в Анатолії. Її батько другий правитель Гермійського князівства Сулейман-шах. Його дружиною і матір'ю Девлет-хатун була Мутахара-хатун, дочка султана Валада, сина Джалаладдіна-і Румі. В дитинстві майбутня дружина другого і мати третього султана Османської імперії захоплювалася вишиванням. Мутахара-хатун, мати Девлетшах-хатун, намагалася дати освіту своїй дочці, але батько всіляко перешкоджав цьому, тому до дівчинки рідко приходили вчителі. Це було небезпечно і трималося в таємниці. Держава Герміяна, яка розривалася між двома потужними урядами, такими як Караман і Османська імперія, завжди була відкрита для атак цих двох могутніх держав. Сулейман Шаха дуже непокоїло складне становище своєї держави. Він бачив всю складність і небезпечність ситуації. До того ж не мав дружніх стосунків ні з Караманською державою, ні з Османською Імперією. До держави Герміяна правитель Карамана ставився досить вороже. Тому, щоб запобігти нападу з боку останнього, Сулейман-шах вирішує зблизитися і встановити родинні зв'язки з Османською імперією, шляхом видачі своєї доньки в шлюб із сином Мурадом І Баязидом І Блискавичним. Ще досить юна для шлюбу Делетшах намагалася вмовити, а потім і перешкодити батькові, але все даремно.

## Шлюб
Сулейман Шах зі своїм прибічником Чемалдіном Ісааком Факіхом без делегації вирушає до Мурада I. Прибувши до падишаха, Сулейман-шах вручив йому щедрі подарунки. Після цього султан Османської імперії Мурад І прийняв пропозицію одруження його сина з Девлетшах. Для того, щоб привести наречену, вони вирушили в Кютаг'ю з понад трьома тисячами осіб супроводу. Деякі з них складалися з солдатів-охоронців, які здавали міста, надані в якості посагу. Сулейман-шах вирішив влаштував весілля і в Кютаг'ї. Свято було неймовірної пишноти і розмаху. Воно тривало більше тижня. Після гучного свята, отримання подарунків і посагу нарешті наречена Девлетшах була передана уже законному чоловікові Баязиду І Блискавичному. Згодом подружжя покинуло Кютаг'ю. У 1381 році відбулося ще й османське весілля пари. Воно було ще більш видовищним. На весілля були запрошені правителі Єгипту і навколишньої Анатолії. Згодом, вже після османського весілля, османи почали розміщувати своїх солдатів у державі Герміяна і сприймати її як посаг. Сулейман Шах в боротьбі проти цього поклав свою голову. Про життя Девлетшах у шлюбі даних не збереглося. Вважається, що вона мати Іси Челебі та Муси Челебі (пом. 1402). Померла у Бурсі у 1414 році. За словами Ч. Улучая, її поховання знаходиться неподалік Зеленої мечеті.